# Koeneniodes leclerci
Espèce
Koeneniodes leclerci est une espèce de palpigrades de la famille des Eukoeneniidae.

## Distribution
Cette espèce est endémique de Thaïlande. Elle se rencontre dans la grotte Tham Sai à Ban Khung Tanot dans la province de Prachuap Khiri Khan.

## Description
La femelle holotype mesure 1,07 mm.

## Étymologie
Cette espèce est nommée en l'honneur de Philippe Leclerc.

## Publication originale
- Condé, 1992 : Palpigrades cavernicoles et endogés de Thaïlande et des Célèbes (lere note). Revue Suisse de Zoologie, vol. 99, no 3, p. 655-672 (texte intégral).